# Linia kolejowa Fröttstädt – Georgenthal
Linia kolejowa Fröttstädt – Georgenthal – niezelektryfikowana, lokalna linia kolejowa w Niemczech, w kraju związkowym Turyngia. Biegnie z miejscowości Fröttstädt przez Friedrichroda do Georgenthal. Ma długość 19 km.